# Łozówka (obwód brzeski)
Łozówka (biał. Лазоўка; ros. Лозовка) – wieś na Białorusi, w obwodzie brzeskim, w rejonie prużańskim, w sielsowiecie Wielkie Sioło, przy Puszczy Białowieskiej.
W dwudziestoleciu międzywojennym leżała w Polsce, w województwie poleskim, w powiecie prużańskim. 